# Azarath
Azarath – polska grupa wykonująca muzykę z pogranicza black i death metalu. Powstała w 1998 roku w Tczewie. Formacji przewodzi perkusista Zbigniew „Inferno” Promiński, który pozostaje jedynym członkiem oryginalnego składu. Pomimo udziału w grupie wielu utytułowanych muzyków działalność Azarath skupiona jest w artystycznym podziemiu.
Do 2017 roku ukazało się siedem albumów studyjnych formacji pozytywnie ocenianych zarówno przez krytyków muzycznych jak i publiczność. W swojej twórczości grupa bezpośrednio odnosi się do satanizmu teistycznego oraz porusza takie zagadnienia jak antychrześcijaństwo, śmierć oraz bluźnierstwo.

## Historia

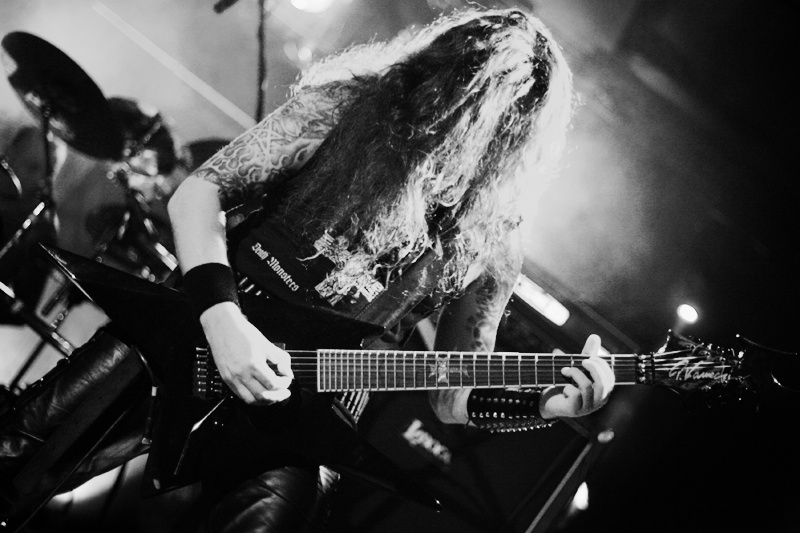
Bartłomiej „Bart” Szudek podczas koncertu we wrocławskim klubie Firlej 6 września 2011 roku

Grupa powstała w 1998 roku w Tczewie początkowo pod nazwą Anima Vilis. Działalność formacji zainicjowali gitarzysta i wokalista Bartłomiej „Bruno” Waruszewski, perkusista Zbigniew „Inferno” Promiński oraz gitarzysta Andrzej „D.” Zdrojewski. Skład uzupełnił basista Radosław „Thorn” Murawski. Jeszcze tego samego roku muzycy zarejestrowali pierwsze demo pt. Traitors. W 2000 roku przed nagraniami drugiego dema pt. Promo 2000 formację opuścił Murawski, którego obowiązki przejął Waruszewski. Również w 2000 roku grupa dała szereg koncertów w Polsce, w tym w Częstochowie, gdzie wraz z Azarath wystąpił Adam „Nergal” Darski, który zaśpiewał w interpretacji utworu „Sacrificial Suicide” z repertuaru Deicide.
Pod koniec 2000 roku skład uzupełnił drugi gitarzysta - Bartłomiej „Bart” Szudek, wówczas także członek Damnation. W 2001 roku w odnowionym składzie w białostockim Hertz Studio, zespół zarejestrował debiutancki album pt. Demon Seed. Wydana tego samego roku płyta była promowana m.in. podczas trasy koncertowej w 2002 roku wraz z grupami Elysium, Hate oraz Vader. Ponadto rok później muzycy wystąpili na festiwalu Metalmania. Podczas koncertu na perkusji zagrał Dariusz „Daray” Brzozowski - członek formacji Vesania. Trzy miesiące później tym razem w lubelskich Hendrix Studios zespół zarejestrował kolejny album pt. Infernal Blasting. Wydana w grudniu 2003 roku płyta była ostatnią nagraną z udziałem Zdrojewskiego, który zagrał tylko kilka partii solowych. Nowym gitarzystą został znany z występów w grupie Yattering – Mariusz „Trufel” Domaradzki. Rok później firma Time Before Time Records wydała split Azarath ze Stillborn zatytułowany Death Monsters.
Na przełomie kwietnia i maja 2005 roku zespół wystąpił jako gość specjalny w ramach trasy Black Diamonds Tour 2005. Z kolei 11 grudnia w warszawskim klubie Proxima muzycy wystąpili w ramach koncertu charytatywnego na rzecz rodziny zmarłego latem 2005 roku perkusisty - Krzysztofa „Docenta” Raczkowskiego znanego z wieloletnich występów w kwartecie Vader. Wystąpiły ponadto takie grupy jak: Vader, CETI, Hate czy Dead Infection. W czerwcu 2006 roku ponownie w Hendrix Studio oraz w sierpniu w Hertz Studio został zarejestrowany kolejny album grupy zatytułowany Diabolic Impious Evil. Płyta była promowana na polskiej części trasy Blitzkrieg IV u boku grup Vader, Vesania i Trauma we wrześniu 2006 roku. Podczas koncertów niedysponowanego Promińskiego zastąpił Krzysztof „Vizun” Saran znany z występów w zespole Abusiveness. W listopadzie 2007 roku zespół odbył trasę koncertową Legions of Death Attack wraz z Stillborn i Deception. Stanowisko perkusisty podczas występów objął Adam Sierżęga były członek Lost Soul.

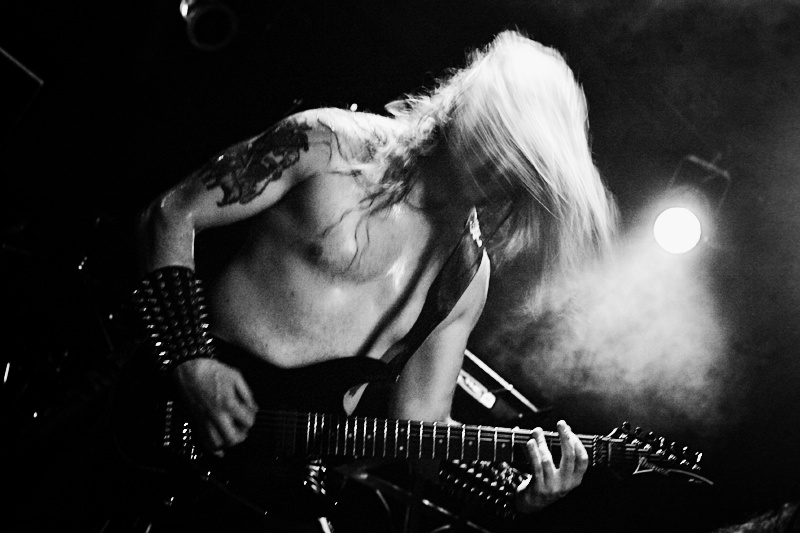
Marek „Necrosodom” Lechowski podczas koncertu we wrocławskim klubie Firlej 6 września 2011 roku

W październiku 2008 roku muzycy podpisali kontrakt z wytwórnią muzyczną Agonia Records. W 2009 roku ukazał się czwarty album zespołu zatytułowany Praise the Beast. Wszystkie tekst na płytę napisał Adam „Baal Ravenlock” Muraszko znany m.in. z występów w grupie Hell-Born. Natomiast okładkę namalował basista i wokalista formacji Stillborn - Ataman Tolovy. Na przełomie września i października zespół poprzedzał koncerty Behemoth w ramach trasy Nowa Ewangelia Tour 2009. W grudniu tego samego roku z zespołu odszedł Waruszewski, którego zastąpił Marek „Necrosodom” Lechowski członek zespołu Anima Damnata.
Na początku 2011 roku zespół opuścił Domaradzki, którego obowiązki objął Lechowski. Z kolei nowym basistą został Piotr „P.” Ostrowski znany z występów w formacji Lost Soul. W odnowionym składzie na przełomie stycznia i lutego oraz w kwietniu w Hertz Studio grupa nagrała kolejny album. Muzykę do tekstów Lechowskiego napisali Promiński i Szudek. 10 kwietnia nakładem Witching Hour Productions ukazał się pierwszy minialbum kwartetu pt. Holy Possession. Na wydawnictwie znalazł się utwór tytułowy oraz interpretacja „Rebel Souls” z repertuaru Damnation. Premiera piątej płyty Azarath zatytułowanej Blasphemers' Maledictions odbyła się 29 czerwca 2011 roku.
W kwietniu 2017 roku ukazał się szósty album grupy zatytułowany In Extremis. Płyta została wydana przez Agonia Records. Premiera płyty zbiegła się z kolejnymi roszadami w zespole, odszedł z niego Lechowski. W miejsce dotychczasowego wokalisty zaangażowany został, znany z grupy Embrional, Marcin "Skullripper".

## Muzycy

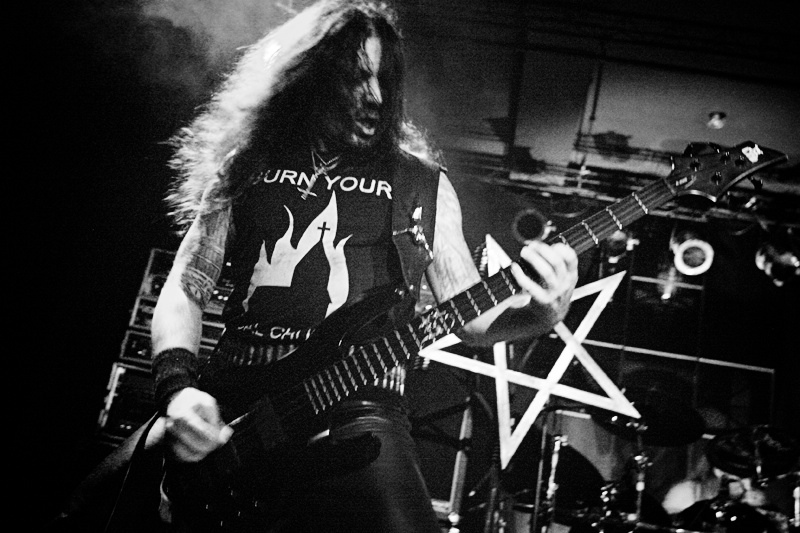
Piotr „P.” Ostrowski podczas koncertu we wrocławskim klubie Firlej 6 września 2011 roku

| Obecny skład zespołu - Marcin „Skullripper” – śpiew, gitara (od 2017) - Bartłomiej „Bart” Szudek – gitara (od 2000) - Piotr „P.” Ostrowski – gitara basowa (od 2011) - Zbigniew „Inferno” Promiński – perkusja (od 1998) Byli członkowie zespołu - Marek „Necrosodom” Lechowski – śpiew (2009-2017), gitara basowa (2009-2011), gitara (2011-2017) - Andrzej „D.” Zdrojewski – gitara (1998-2003) - Mariusz „Trufel” Domaradzki – gitara (2003-2011) - Bartłomiej „Bruno” Waruszewski – śpiew (1998-2009), gitara basowa (2000-2009), gitara (1998-2000) - Radosław „Thorn” Murawski – gitara basowa (1998-2000) |  | Obecni muzycy koncertowi - Paweł „Stormblast” Pietrzak – perkusja (od 2012) - Adam Sierżęga – perkusja (2007-2010, od 2013) - Michał "Armagog" Samol - gitara basowa (od 2019) Byli muzycy koncertowi - Dariusz „Daray” Brzozowski – perkusja (2003) - Krzysztof „Vizun” Saran – perkusja (2005, 2006) - Witold Ustapiuk – gitara (2017 - Piotr „Kaos” Jeziorski – śpiew (2017) - Tomasz „Reyash” Rejek – gitara basowa (od 2012) - Tomasz „Killer” Zięba – gitara basowa (od 2017) |

Oś czasu

## Dyskografia
| Albumy studyjne - Demon Seed (2001, Pagan Records) - Infernal Blasting (2003, Pagan Records) - Diabolic Impious Evil (2006, Pagan Records) - Praise the Beast (2009, Agonia Records, Deathgasm Records) - Blasphemers' Maledictions (2011, Witching Hour Productions) - In Extremis (2017, Agonia Records) - Saint Desecration (2020, Agonia Records) |  | Inne - Traitors (1998, demo, wydanie własne) - Promo 2000 (2000, demo, wydanie własne) - Death Monsters (2004, split z Stillborn, Time Before Time Records) - Holy Possession (2011, EP, Witching Hour Productions) |

## Nagrody i wyróżnienia
| Rok  | Kategoria                                   | Nagroda                               | Nota        |
| ---- | ------------------------------------------- | ------------------------------------- | ----------- |
| 2010 | Najlepszy album (Praise the Beast)          | Podsumowanie Musicarena.pl, 2009      | 9. miejsce  |
| 2012 | Album roku 2011 (Blasphemers' Maledictions) | Plebiscyt rockmetal.pl, 2011          | 15. miejsce |
| 2012 | Album roku 2011 (Blasphemers' Maledictions) | Plebiscyt Masterful Magazine, 2011    | 2. miejsce  |
| 2012 | Zespół roku                                 | Plebiscyt Metal Hammer (Polska), 2011 | 4. miejsce  |